# Euplexaura recta
Euplexaura recta är en korallart som först beskrevs av Nutting 1910.  Euplexaura recta ingår i släktet Euplexaura och familjen Plexauridae. Inga underarter finns listade i Catalogue of Life.